# ستيف مكنمارا
ستيف مكنمارا (بالإنجليزية: Steve McNamara)‏ هو لاعب دوري الرغبي بريطاني، ولد في 18 سبتمبر 1971 في كينغستون أبون هال في المملكة المتحدة.